# Power Couple Brasil
Power Couple Brasil é um reality show brasileiro produzido e exibido pela Record de 12 de abril de 2016 a 14 de julho de 2022, retornando a programação em 2025, com direção geral de Fernando Viudez e direção de núcleo de Rodrigo Carelli. Baseado no formato israelense da Channel 10, foi apresentado por Roberto Justus (2016–2017), Gugu Liberato (2018–2019), Adriane Galisteu (2021–2022) e Felipe Andreoli e Rafa Brites (2025). 
O programa apresenta a vida de casais de celebridades em uma mansão enfrentando desafios extremos que testam quão bem eles realmente se conhecem. A cada semana, um casal é eliminado até que o último casal vença e ganhe o dinheiro acumulado durante o programa.

## Produção
Em outubro de 2014, quando a emissora ainda exibia A Fazenda 7, a Record adquiriu os direitos de produção de uma versão brasileira do Power Couple. Inicialmente a ideia era estreá-lo em 2015 sob a apresentação do casal César Filho e Elaine Mickely, porém com a reformulação do Hoje em Dia o jornalista foi transferido para comandar a revista eletrônica e o reality show acabou adiado.
Em 2016, foi decidido que não seria produzida uma nova temporada de A Fazenda naquele ano, então Roberto Justus foi anunciado como apresentador do Power Couple Brasil como compensação. A primeira temporada era exibida somente às terças-feiras, enquanto na segunda temporada passou a ser exibido nas terças e quintas-feiras.
Em 2018, Gugu Liberato assumiu a apresentação, pedindo para dar uma "nova cara" ao programa e realizar algumas modificações, como as eliminações serem com plateia ao vivo no palco e a transmissão ser de segunda a sexta-feira para que cada prova fosse exibida em um dia diferente. A sede do reality show também foi transferida de São Paulo para Itapecerica da Serra (a mesma utilizada em A Fazenda).
Em 2020, após a morte de Gugu, Adriane Galisteu foi anunciada como a nova apresentadora, porém, a estreia da quinta temporada precisou ser adiada nesse ano devido à pandemia de COVID-19 no Brasil, e transferida para 2021. A partir desse ano, o programa passou a ser exibido também aos sábados.
Em 24 de dezembro de 2022, foi anunciado que a Record resolveu não exibir o reality show em 2023. Apesar de ter sido noticiado que voltaria ao ar em 2024, o programa continuou em hiato nesse ano pela emissora, que priorizaria o reality show A Grande Conquista.
Em 4 de novembro de 2024, a Record confirmou a volta do reality show para 2025. Em 25 de novembro de 2024, a Record confirmou o casal Rafa Brites e Felipe Andreoli como novos apresentadores.

## Apresentadores
| Apresentador(a)  | Temporadas | Temporadas | Temporadas | Temporadas | Temporadas | Temporadas | Temporadas |
| Apresentador(a)  | 1          | 2          | 3          | 4          | 5          | 6          | 7          |
| ---------------- | ---------- | ---------- | ---------- | ---------- | ---------- | ---------- | ---------- |
| Roberto Justus   |            |            |            |            |            |            |            |
| Gugu Liberato    |            |            |            |            |            |            |            |
| Adriane Galisteu |            |            |            |            |            |            |            |
| Felipe Andreoli  |            |            |            |            |            |            |            |
| Rafa Brites      |            |            |            |            |            |            |            |

Galeria de apresentadores
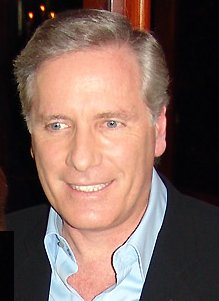
Roberto Justus (2016—2017)
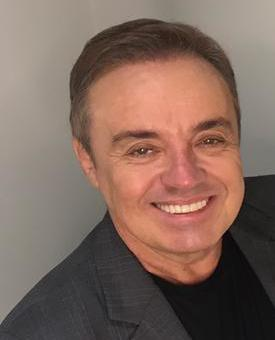
Gugu Liberato (2018—2019)
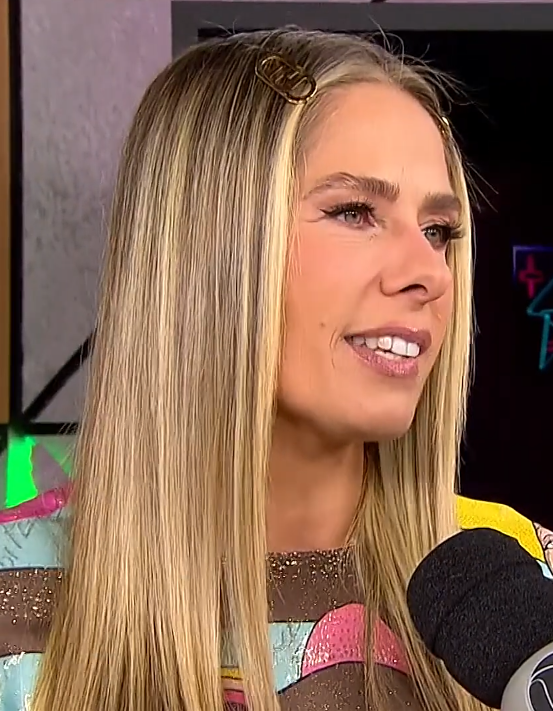
Adriane Galisteu (2021—2022)
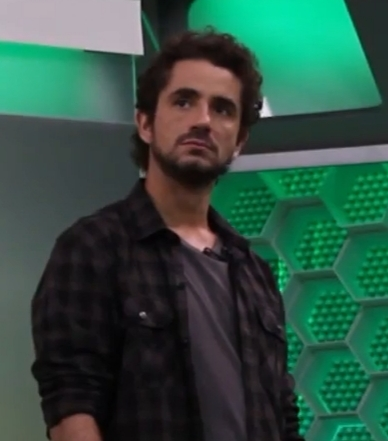
Felipe Andreoli (2025)

## Exibição
| Temporada | Temporada             | Episódios | Exibição original    | Exibição original   |
| Temporada | Temporada             | Episódios | Estreia da temporada | Final da temporada  |
| --------- | --------------------- | --------- | -------------------- | ------------------- |
|           | Power Couple Brasil 1 | 11        | 12 de abril de 2016  | 21 de junho de 2016 |
|           | Power Couple Brasil 2 | 20        | 18 de abril de 2017  | 22 de junho de 2017 |
|           | Power Couple Brasil 3 | 48        | 24 de abril de 2018  | 28 de junho de 2018 |
|           | Power Couple Brasil 4 | 63        | 30 de abril de 2019  | 25 de julho de 2019 |
|           | Power Couple Brasil 5 | 66        | 9 de maio de 2021    | 23 de julho de 2021 |
|           | Power Couple Brasil 6 | 64        | 2 de maio de 2022    | 14 de julho de 2022 |
|           | Power Couple Brasil 7 | 66        | 29 de abril de 2025  | 10 de julho de 2025 |

## Formato
Power Couple é um formato da Dori Media originalmente exibido em Israel como Power Couple VIP pela Channel 10 e, posteriormente, vendido para outros países como Portugal, África do Sul e Índia.
A cada temporada, 8 ou até 14 casais de celebridades – como atores, cantores, modelos e personalidades da mídia – e seus respectivos pares, terão que conviver juntos em uma mansão em busca de um prêmio que pode chegar a R$ 1 milhão, baseando-se no desafio para saber quanto o marido ou a esposa aposta em seu companheiro e o conhece na hora do jogo.
Confinados na mansão, os casais enfrentarão provas de resistência, habilidade e raciocínio e, claro, testar o quanto um conhece o outro. Sem contar, vale frisar, a questão da convivência com pessoas de estilos e personalidades diferentes.
- Casal Power da Semana: O Casal Power da Semana é o responsável pela divisão dos quartos da mansão dos outros casais e pelo cardápio semanal, ficando na Suíte Power, tendo mais conforto, privilégios e benefícios, neste período.
- Discussão de Relacionamento (estilizada como D.R.): Os casais que acumularem o menor valor a cada rodada e aquele que perder a "Prova dos Casais" vão à D.R., correndo o risco de serem eliminados, e serão os próprios casais que, em uma votação, irão eliminar os competidores. A partir da terceira temporada, três casais são indicados à D.R., sendo um deles salvo pelos próprios casais, e os outros dois casais passam pela votação do público. Dessa vez o telespectador escolhe qual casal será eliminado por meio de votação, que é realizada pela internet através do site do R7, onde vota para salvar um casal. Na quinta temporada, houve mudanças na formação da D.R. O casal com o menor valor da semana, e o perdedor da "Prova dos Casais" são automaticamente indicados. Um terceiro casal é indicado pelo voto dos outros casais, e então os três passam pela votação do público.
- Desafio dos Homens e das Mulheres: Nos Desafios, o marido e depois a esposa, ou vice versa, apostam no companheiro, confiando em sua capacidade de cumprir a prova ou não. Até a quarta temporada, o casal que acumulasse o maior valor nas apostas e ganhava vantagens na competição, se tornando o Casal Power.
- Prova dos Casais: Nas Provas dos Casais, os casais realizam um desafio na área de provas, que pode testar a habilidade, destreza, inteligência, força, resistência, ou até mesmo a sorte dos casais que, deverão demonstrar sintonia durante o desafio. O casal vencedor do desafio é automaticamente imune e ganha o "Poder Especial", e o casal perdedor do desafio é automaticamente indicado para a D.R. Na quinta temporada, os vencedores da prova se tornam o Casal Power da Semana.
- Poder Especial: Desde a segunda temporada, o Poder Especial é uma vantagem adquirida pelo casal vencedor da "Prova dos Casais" da semana. O casal recebe oito envelopes diferentes, na qual devem escolher duas e sozinhos lerem o que cada um está escrito. Em consenso, o casal deve optar por permanecer apenas com uma das escolhas. Os envelopes poderiam trazer benefícios ou malefícios na dinâmica do jogo, como poder mudar a D.R., além de prêmios. A partir da terceira temporada, os envelopes foram substituídos pelas caixas, e a partir da quinta temporada são substituídas pelas latas. Na sétima temporada, as latas são substituídas pelas esferas.
- Herança da D.R.: Desde a quinta temporada, a Herança da D.R. é um direito que cada casal eliminado tem a uma "herança". O casal deve delegar, com antecedência, quais casais vão segurar o objeto de ouro que vai desencadear consequências boas e ruins na próxima semana.

Os dois ou três casais que resistirem até a final, que é exibida ao vivo, entre intrigas, festas, desafios e eliminações, ficando para o público decidir o casal vencedor do Power Couple Brasil, por meio de votação, que é realizada pela internet através do site do R7, aquele que levará para casa todo o valor acumulado ao longo da temporada.

## Participantes
Até a sétima edição, o Power Couple Brasil já contou com 83 casais oficiais (165 participantes no total, número ímpar devido à participação de Gretchen em duas temporadas).
Gretchen (a única participante que entrou em duas edições) foi contada apenas uma vez.
| Temporada | Temporada                        | Finalistas                          | Finalistas                       | Finalistas | Finalistas | Finalistas  | Finalistas  | Outros participantes em ordem de eliminação | Outros participantes em ordem de eliminação | Total    |
| Temporada | Temporada                        | Vencedores                          | Vencedores                       | 2.º lugar | 2.º lugar | 3.º lugar   | 3.º lugar   | Outros participantes em ordem de eliminação | Outros participantes em ordem de eliminação | Total    |
| --------- | -------------------------------- | ----------------------------------- | -------------------------------- | --- | --- | ----------- | ----------- | ------------------------------------------- | --- | -------- |
|           | 1 (en)                           |                                     | Laura Keller & Jorge Sousa       | | Simony & Patrick Souza | Final dupla | Final dupla |                                             | Popó & Emilene Juarez • Mário Velloso & Pietra Bertolazzi • Túlio Maravilha & Cristiane Maravilha • Gretchen & Carlos Marques • Andréia Sorvetão & Conrado • Gian & Tati Moreto | 8 casais |
| 2 (en)    | Nayara Justino & Cairo Jardim    | MC Marcelly & Frank Cavalcante      |                                  | Fábio Villa Verde & Regiane Cesnique | Carol Narizinho & Mateus Boeira • Diego Cristo & Lorena Bueri • Andressa Ganacin & Nasser Rodrigues • Marcelo Zangrandi & Júlia Zangrandi • Rafael Ilha & Aline Kezh • Sylvinho Blau-Blau & Ana Paula Pereira • Maurício Ribeiro & Suyane Moreira • Thaíde & Ana P. Onofre                                                            | 11 casais   |             |                                             | |          |
| 3 (en)    | Tati Minerato & Marcelo Galatico | Aritana Maroni & Paulo Rogério      | Final dupla                      | Final dupla | Aloísio Chulapa & Luisa Albuquerque • André Di Mauro & Liége Müller • Franciele Grossi & Diego Grossi • MC Créu & Lilian Simões • Vinícius D'Black & Nadja Pessoa • Nizo Neto & Tatí Presser • Marlon & Letícia Oliveira • Thais Bianca & Douglas D'Amore • Munik Nunes & Anderson Felício                                            | 11 casais   |             |                                             | |          |
| 4 (en)    | Nicole Bahls & Marcelo Bimbi     | Mariana Felício & Daniel Saullo     |                                  | Clara Maia & André Coelho | Faby Monarca & Enrico Mansur • Marcelo Tchakabum & Elaine Costa • Debby Lagranha & Leandro Franco • Maikel Castro & Jackie Sampaio • Kamilla Salgado & Eliéser Ambrósio • Lucas Salles & Camila Colombo • Taty Zatto & Marcelo Braga • Paula Pequeno & Alexandre Folhas • André Marinho & Drika Marinho • Ju Valcézia & Ricardo Manga | 13 casais   |             |                                             | |          |
| 5 (en)    | Matheus Yurley & Mari Matarazzo  | Deborah Albuquerque & Bruno Salomão | Final dupla                      | Final dupla | Medrado & Claytão • Mirella & Dynho Alves • Pimpolho & Bibi Paolillo • JonJon & Carol Santos • Márcia Fellipe & Rod Bala • Mirela Janis & Yugnir Ângelo • Filipe Duarte & Nina Cachoeira • Dany Hypólito & Fábio Castro • Renata Dominguez & Leandro Gléria • Thiago Bertoldo & Geórgia Fröhlich • Li Martins & JP Mantovani          | 13 casais   |             |                                             | |          |
| 6 (en)    | Brenda Paixão & Matheus Sampaio  | Mussunzinho & Karol Menezes         |                                  | Adryana Ribeiro & Albert Bressan | Rodrigo Mila & Daia Araújo • Dinei & Erika Dias • Nahim & Andreia Andrade • Claudia Baronesa & Rogério da Silva • Cartolouco & Gabi Augusto • Ivy Moraes & Nandinho Borges • Pe Lanza & Anne Duarte • Michele Passa & Bruno Passa • Hadballa & Eliza Fagundes • João Hadad & Luana Andrade                                            | 13 casais   |             |                                             | |          |
| 7 (en)    | Radamés Furlan & Carol Furlan    | Dhomini Ferreira & Adriana Leizer   | Rayanne Morais & Victor Pecoraro | Diego Supérbi & Giovanna Menezes • Eros Prado & Gi Prado • Francine Piaia & Júnior R. • Gretchen & Esdras de Souza • Guilherme Seta & Bia Valente • Everton Neguinho & Emilyn Marçal • Ana Paula Marquez & Antony Marquez • Silvia Catra & André Barcellos • Kadu Moliterno & Cristianne Menezes • Eike Duarte & Natália Vivacqua • Rafael Pessina & Talira Manñes | 14 casais |             |             |                                             | |          |

## Especial de fim de ano
Em 2021, houve um especial de fim de ano do programa, chamado de Power Couple Especial, que contou com cinco casais de celebridades, que disputaram a prova das mulheres, prova dos homens e a prova do casal. Renata Alves & Diego Gonzaga venceram o especial com 93,75% dos votos do público, superando o casal MC Koringa & Manoela Alcantara (6,25%), sendo a maior porcentagem de um casal vencedor, na história do programa. Renata & Diego ganharam um prêmio de R$ 30 mil pela vitória.
O programa foi ao ar no dia 22 de dezembro de 2021 e foi apresentado por Adriane Galisteu. O episódio registrou uma audiência média de 5,3 pontos.
| Participante                                 | Profissão  | Cônjuge                                        | Profissão      | Resultado                                    |
| -------------------------------------------- | ---------- | ---------------------------------------------- | -------------- | -------------------------------------------- |
| Renata Alves 42 anos, Recife - PE            | Jornalista | Diego Gonzaga 40 anos, Aracaju - SE            | Empresário     | Vencedores em 22 de dezembro de 2021         |
| MC Koringa 41 anos, Petrópolis - RJ          | Cantor     | Manoela Alcantara 38 anos, Rio de Janeiro - RJ | Empresária     | 2º lugar em 22 de dezembro de 2021           |
| Regis Danese 48 anos, Passos - MG            | Cantor     | Kelly Danese 45 anos, São Caetano do Sul - SP  | Cantora        | 3º casal eliminado em 22 de dezembro de 2021 |
| Naldo Benny 42 anos, Rio de Janeiro - RJ     | Cantor     | Ellen Cardoso 40 anos, São Paulo - SP          | Dançarina      | 2º casal eliminado em 22 de dezembro de 2021 |
| Maurício Mattar 57 anos, Rio de Janeiro - RJ | Ator       | Shay Dufau 32 anos, Rio de Janeiro - RJ        | Administradora | 1º casal eliminado em 22 de dezembro de 2021 |

## Outros projetos

### Cabine de Descompressão
Cabine de Descompressão (também conhecido como Power Couple Online entre 2016 e 2018 e Power Couple Live entre 2019 e 2022) é um  programa online exibido exclusivamente para a internet, através da RecordPlus, mostrando entrevistas com os casais eliminados semanalmente no reality show após o ocorrido. A primeira temporada foi apresentada por Gianne Albertoni, enquanto a segunda e terceira por Junno Andrade e Dani Bavoso lendo perguntas dos internautas.
Em 2019 o casal Flávia Viana e Marcelo Zangrandi assume a apresentação, contando também com os youtubers Tati Martins e Marcelo Carlos, do canal WebTVBrasileira, como comentaristas. Já a quinta temporada passou para o comando de Lidi Lisboa e o retorno de Dani Bavoso. A partir de 2022, Lucas Selfie assumiu o comando do programa.
Apresentadores
| Nome              | Temporadas | Temporadas | Temporadas | Temporadas | Temporadas | Temporadas | Temporadas |
| Nome              | 1          | 2          | 3          | 4          | 5          | 6          | 7          |
| ----------------- | ---------- | ---------- | ---------- | ---------- | ---------- | ---------- | ---------- |
| Gianne Albertoni  |            |            |            |            |            |            |            |
| Junno Andrade     |            |            |            |            |            |            |            |
| Dani Bavoso       |            |            |            |            |            |            |            |
| Flávia Viana      |            |            |            |            |            |            |            |
| Marcelo Zangrandi |            |            |            |            |            |            |            |
| Lidi Lisboa       |            |            |            |            |            |            |            |
| Lucas Selfie      |            |            |            |            |            |            |            |

### Podcast Power Couple
Em 2021, Dani Bavoso passou também a apresentar um podcast, disponibilizado no YouTube e nas plataformas de streaming, entrevistando casais que já passaram pelo programa em temporadas anteriores.

### Quebra-Power
Quebra-Power foi um spin-off do reality show, exibido aos domingos à tarde, às 14h, pela RecordTV. Introduzido como um programa à parte na sétima temporada, a atração foi apresentada ao vivo por Rafa Brites e Felipe Andreoli, reunindo o casal eliminado da semana com os participantes ainda confinados no jogo.
Durante as três temporadas anteriores, o Quebra-Power era exibido como um quadro dentro da edição principal do Power Couple Brasil, indo ao ar às segundas-feiras. A partir da sétima temporada, passou a ter um espaço próprio na programação da emissora, com dinâmicas inéditas, confrontos e interações ao vivo, proporcionando ao público uma nova experiência e mais profundidade nas relações do jogo.
Porém, devido à baixa audiência, o programa dominical foi cancelado pela emissora em 24 de maio de 2025, e a dinâmica do Quebra-Power voltou a ser um quadro gravado dentro da edição principal, sendo exibido às segundas-feiras.

## Logotipos
Esta é uma galeria dos logotipos já utilizados para o programa, desde a estreia:

2016 a 2017
2018 a 2019
2021 a 2022